# Nevil Brownjohn

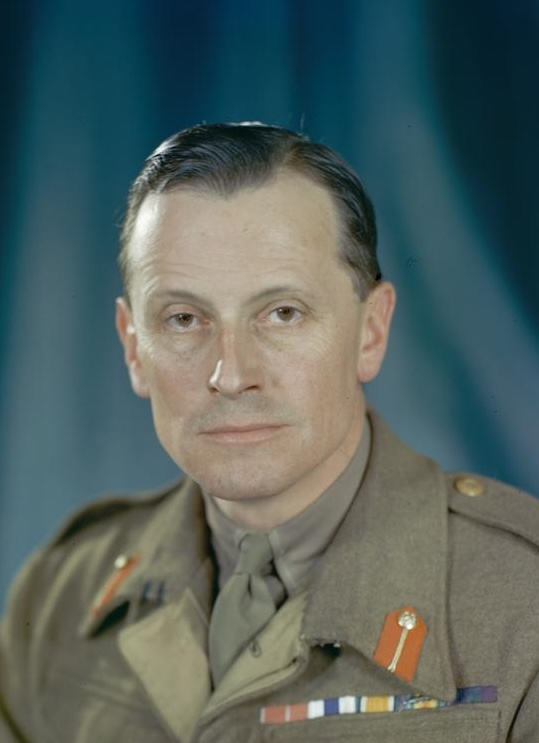
Nevil Brownjohn

Sir Nevil Charles Dowell „BJ“ Brownjohn, GBE, KCB, CMG, MC (* 25. Juli 1897 in Richmond, Surrey; † 21. April 1973) war ein britischer Offizier und zuletzt General der British Army, der unter anderem zwischen 1952 und 1955 Chef-Stabsoffizier im Verteidigungsministerium (Chief Staff Officer, Ministry of Defence) sowie von 1956 bis 1958 Generalquartiermeister des Heeres (Quartermaster-General to the Forces) war.

## Leben

### Offiziersausbildung, Erster und Zweiter Weltkrieg
Nevil Charles Dowell „BJ“ Brownjohn, Sohn von Arthur Dowell Brownjohn, absolvierte nach dem Schulbesuch eine Offiziersausbildung an der Royal Military Academy Woolwich (RMAW) und wurde nach dem Abschluss im April 1915 als Second Lieutenant in das Korps der Royal Engineers übernommen. Er nahm am Ersten Weltkrieg teil und wurde für seine Verdienste 1917 mit dem Military Cross (MC) ausgezeichnet. In den folgenden Jahren fand er zahlreiche Verwendungen als Offizier sowie Stabsoffizier. Er erhielt am 1. Januar 1938 den Brevet-Rang als Brevet Lieutenant-Colonel und war im Kriegsministerium (War Office) zwischen dem 1. September 1938 und dem 12. April 1939 zunächst Zweiter Generalstabsoffizier (General Staff Officer 2). Am 26. Mai 1939 erfolgte seine Beförderung zum Lieutenant-Colonel.
Zu Beginn des Zweiten Weltkrieges war er zwischen dem 2. März 1940 und dem 16. März 1941 Erster Generalstabsoffizier im Kriegsministerium und erhielt als solcher am 16. März 1940 den kommissarischen Rang eines Acting Colonel sowie am 16. September 1940 auch den zeitlich befristeten Dienstgrad eines Temporary Colonel. Nachdem er am 17. März 1941 den kommissarischen Rang eines Acting Brigadier erhalten hatte, war er zwischen dem 17. März 1941 und dem 26. Juli 1942 als Brigadier General Staff Brigadegeneral im Generalstab. Für seine Verdienste wurde er 1941 zum Officer des Order of the British Empire (OBE) ernannt und erhielt am 17. September 1941 auch den zeitlich befristeten Dienstgrad eines Temporary Brigadier. Ferner wurde er am 18. September 1941 zum Colonel befördert, wobei diese Beförderung rückwirkend zum 1. Januar 1941 erfolgte. Nachdem er den kommissarischen Rang eines Acting Major-General erhalten hatte, war er vom 27. Juli 1942 bis zum 13. April 1943 stellvertretender Chef-Verwaltungsoffizier der Heimatstreitkräfte (Deputy Chief Administration Officer, Home Forces). Danach war er zwischen dem 14. April 1943 und dem 3. Juli 1944 Stabsabteilungsleiter für das Quartierwesen beim Chef des Stabes des Obersten Alliierten Befehlshabers (Major-General 'Q', Chief of Staff to Supreme Allied Commander) und erhielt als solcher am 27. Juli 1943 auch den zeitlich befristeten Dienstgrad eines Temporary Major-General. Danach fungierte er vom 4. Juli bis zum 7. August 1944 als stellvertretender Assistierender Chef des Stabes im Obersten Hauptquartier der Alliierten Expeditionsstreitkräfte SHAEF (Deputy Assistant Chief of Staff, Supreme Headquarters Allied Expeditionary Force) und wurde für seine Verdienste 1944 auch zum Companion des Order of the Bath (CB) ernannt. Kurz vor Kriegsende wurde er am 26. März 1945 stellvertretender Generalquartiermeister des Heereskommandos Mittlerer Osten (Deputy Quartermaster-General, Middle East Command) und verblieb auf diesem Posten bis zum 22. Juni 1945.

### Nachkriegszeit und Aufstieg zum General
Nach Kriegsende wechselte Nevil Brownjohn für kurze Zeit ins Kriegsministerium und war zwischen dem 23. Juni und dem 26. Oktober 1945 Stabsabteilungsleiter für Stabsdienste (Major-General Staff Duties, War Office). Im Anschluss wurde er nach Deutschland versetzt und war zwischen 1945 und 1946 Chef-Verwaltungsoffizier der Britischen Rheinarmee BAOR (Chief Administration Officer, British Army of the Rhine). In dieser Funktion erfolgte am 10. Dezember 1945 seine Beförderung zum Major-General, die wiederum rückwirkend zum 17. April 1944 erfolgte. Er blieb im Anschluss in Deutschland und fungierte zwischen 1947 und 1948 als stellvertretender Militärgouverneur für den britischen Anteil in der Alliierten Kontrollkommission für Deutschland CCG/BE (Control Commission for Germany (British Element)). Im April 1949 kehrte er ins Kriegsministerium zurück und war dort bis zum 17. Februar 1950 Vize-Generalquartiermeister (Vice Quartermaster-General). Für seine Verdienste wurde er 1949 auch zum Companion des Order of St Michael and St George (CMG) ernannt.
Nach seiner Beförderung zum Lieutenant-General übernahm „BJ“ Brownjohn am 18. Februar 1950 von Generalleutnant Sir Gerald Templer das Amt als Vize-Chef des Imperialen Generalstabes (Vice Chief of the Imperial General Staff) und hatte dieses bis zum 22. Oktober 1952 inne, woraufhin Generalleutnant Sir Harold Redman ihm nachfolgte. Im Zuge der sogenannten „New Year Honours“ wurde er am 1. Januar 1951 als Knight Commander des Order of the Bath (KCB) geadelt, so dass er fortan das Prädikat „Sir“ führte. Am 1. Dezember 1952 wechselte er ins Verteidigungsministerium und war während der Amtszeiten der Verteidigungsminister Harold Alexander, 1. Earl Alexander of Tunis, Harold Macmillan und Selwyn Lloyd bis zum 31. Dezember 1955 Chef-Stabsoffizier (Chief Staff Officer, Ministry of Defence). In dieser Funktion erfolgte am 10. November 1953 auch seine Beförderung zum General. Er bekleidete zudem zwischen dem 31. Januar 1955 und 1962 das Ehrenamt als Colonel Commandant of the Corps of Royal Engineers.
Zuletzt wurde General Sir Nevil Brownjohn am 12. Dezember 1956 im Kriegsministerium Nachfolger von Generalleutnant Sir Maurice Chilton als Generalquartiermeister des Heeres (Quartermaster-General to the Forces). Auf diesem Posten verblieb er bis zum 1. November 1958 und wurde daraufhin von General Sir Cecil Sugden abgelöst. Er fungierte zugleich zwischen dem 31. Januar 1957 und dem 29. November 1958 als Adjutant (Aide-de-camp) von Königin Elisabeth II. Für seine Verdienste wurde er im Rahmen der Birthday Honours am 13. Juni 1957 zum Knight Grand Cross des Order of the British Empire (GBE) erhoben. Am 29. November 1958 trat er in den Ruhestand.
Er war seit 1929 mit Isabelle White verheiratet.

## Hintergrundliteratur
- Nick Smart: Biographical Dictionary of British Generals of the Second World War. Pen & Sword, Barnesley 2005, ISBN 1-84415-049-6.